# Christophe Joseph Marie Dabiré
Christophe Joseph Marie Dabiré (n. 27 august 1948, French Upper Volta⁠(d)) este un politician burkinabez care a ocupat funcția de prim-ministru din Burkina Faso începând cu 24 ianuarie 2019 până la 10 decembrie 2021. El a fost numit în funcția de prim-ministru de președintele Roch Marc Christian Kaboré în urma demisiei lui Paul Kaba Thieba și a cabinetului său. Dabiré a reprezentat anterior Burkina Faso la Uniunea Economică și Monetară din Africa de Vest și a continuat să ocupe funcția ca ministru sub fostul președinte Blaise Compaoré din 1994 până în 1996, Kaboré deținând funcția de prim-ministru.
Pe 8 decembrie 2021, președintele Roch Marc Christian Kaboré a încetat funcțiile primului său Christophe Marie Joseph Dabiré, autorul unei „scrisori de demisie”, rezultând automat în cea a întregului guvern.

## Cariera
Dabiré a lucrat sub conducerea lui Thomas Sankara în calitate de director de studii și proiecte la Ministerul Economiei și Planificării din 1984 până în 1988, când a devenit director general de cooperare la același minister. A deținut această funcție până în 1992.
În 1992, Dabiré a condus Departamentul Sănătății, până în 1997, când a devenit responsabil pentru Departamentul de învățământ secundar, învățământ superior și cercetare științifică din Burkina Faso, funcție pe care o va ocupa până în 2000. În acea perioadă, a fost membru în Adunarea Națională din Burkina Faso din partea partidului Congresul pentru Democrație și Progres. După ce a fost reales în Adunarea Națională în 2002, Dabiré a îndeplinit încă un mandat de cinci ani, care a expirat în 2007. El a fost numit în funcția de prim-ministru la 21 ianuarie 2019 și a preluat funcția trei zile mai târziu.
Pe 8 decembrie 2021, președintele Roch Marc Christian Kaboré a încetat funcțiile primului său Christophe Marie Joseph Dabiré, autorul unei „scrisori de demisie”, rezultând automat în cea a întregului guvern.